# Johann Baptist Eichelsdorfer
Johann Baptist Eichelsdorfer (ur. 20 stycznia 1890, zm. 29 maja 1946 w Landsberg am Lech) – zbrodniarz hitlerowski, ostatni komendant Kaufering IV, podobozu KL Dachau.

## Życiorys
Eichelsdorfer, były oficer-Hauptmann Wehrmachtu, pod koniec II wojny światowej został mianowany komendantem obozu Kaufering IV. Istniało jedenaście obozów Kaufering (w numeracji od I do XI) utworzonych przez SS. Stanowiły one kompleks podobozów najstarszego hitlerowskiego obozu koncentracyjnego Dachau. Warunki w nich były szczególnie ciężkie dla więźniów, gdyż musieli oni pracować i mieszkać pod ziemią (miało to stanowić ochronę fabryk niemieckich przed alianckimi nalotami). Do Kaufering IV kierowano chorych i niezdolnych do pracy więźniów z pozostałych podobozów Kaufering, pozostawiając ich własnemu losowi. Liczbę ofiar całego kompleksu Kaufering oblicza się na około 14 tysięcy.
W procesie załogi Dachau przed amerykańskim Trybunałem Wojskowym Johann Baptist Eichelsdorfer został skazany na karę śmierci przez powieszenie. Wyrok wykonano w więzieniu Landsberg 29 maja 1946 roku.